# Jadis et Naguère
 (septembre 2015).
Si vous disposez d'ouvrages ou d'articles de référence ou si vous connaissez des sites web de qualité traitant du thème abordé ici, merci de compléter l'article en donnant les références utiles à sa vérifiabilité et en les liant à la section « Notes et références ».
Jadis et Naguère est un recueil de poèmes de Paul Verlaine publié à Paris en 1884 chez l'éditeur Léon Vanier.

## Composition
Le recueil est divisé en deux parties, « Jadis » puis « Naguère », et l'ensemble comprend 42 pièces d'une forme assez disparate. Il reprend pour l'essentiel des poèmes écrits près de dix ans plus tôt. 
Il comporte le célèbre Art poétique qui proclame dès les premiers vers les choix de Verlaine : 

« De la musique avant toute chose

Et pour cela préfère l'impair

Plus vague et plus soluble dans l'air

Sans rien en lui qui pèse ou qui pose ».

On y trouve aussi le poème Langueur (À la manière de plusieurs, II) dont les premiers vers furent reconnus comme fondateurs par les décadentistes :

« Je suis l'Empire à la fin de la décadence

Qui regarde passer les grands barbares blancs

En composant des acrostiches indolents,

D'un style d'or où la langueur du soleil danse ».

## Éditions
Verlaine pré-publia quelques poèmes et les deux prologues de son recueil dans les numéros de janvier à juin 1884 de la Revue critique. En avril était paru Les Poètes maudits, et en décembre, sort enfin son recueil.
Parmi d'autres, une édition bibliophilique a été publiée en 1971 avec 17 lithographies de Gabriel Dauchot (Le Livre contemporain).